# Scimitar

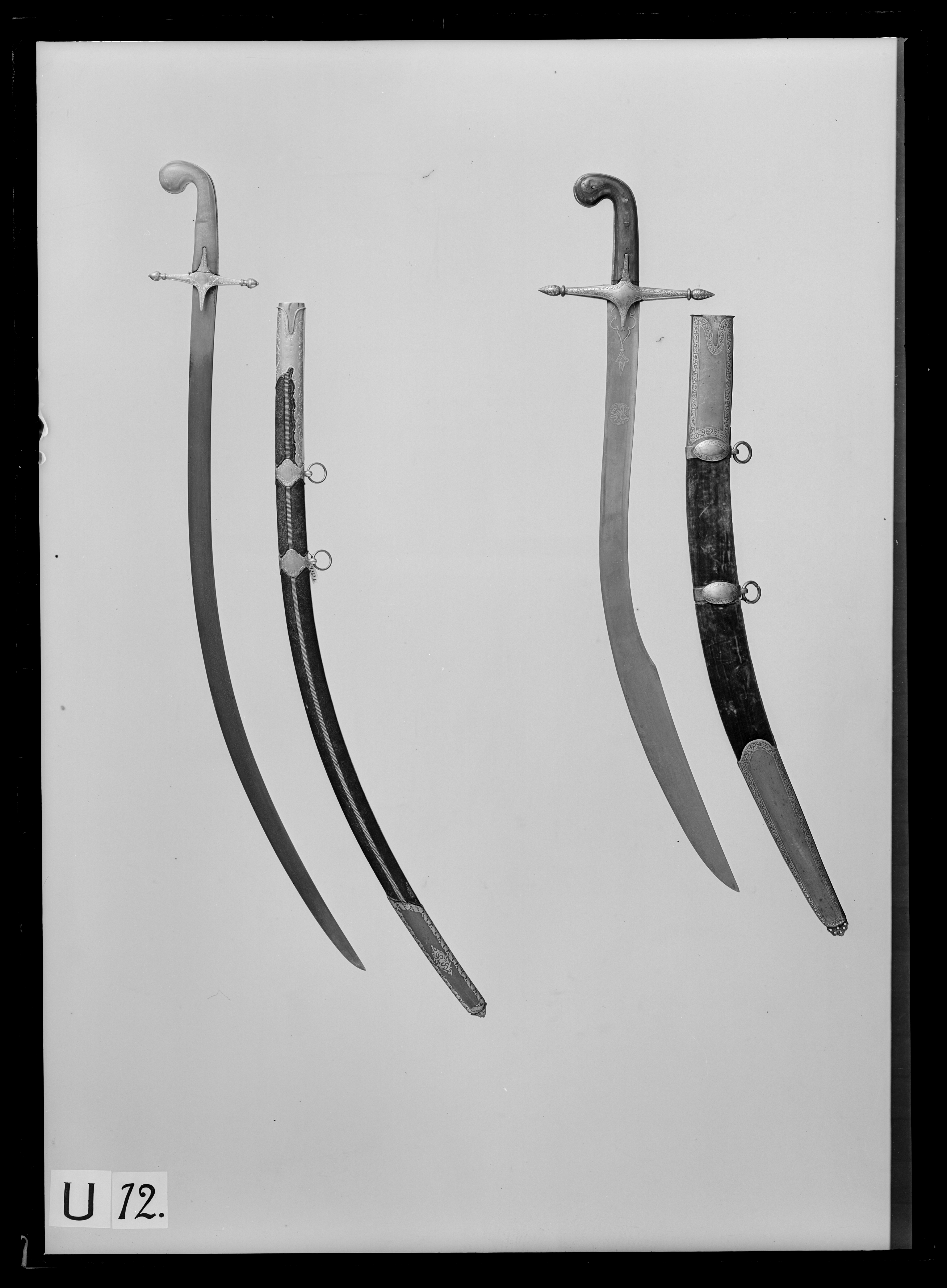
Două tipuri de scimitare: simsir-ul (stânga) and și kilij-ul (dreapta)

Un scimitar este o sabie cu un singur tăiș, cu o lamă curbă convexă  asociată culturilor orientale. Termenul european scimitar nu se referă la un anumit tip de sabie, ci la un sortiment de diferite săbii curbate orientale. Aceste săbii includ simsir-ul persan (de la care vine cuvântului scimitar), saif-ul arab, talwar-ul indian, nimcha din Africa de Nord și kilij-ul turcesc, toate aceste săbii fiind inițial derivate din săbiile curbe dezvoltate anterior în Asia Centrală turcească (Turkestan).
Săbiile scimitar a fost larg răspândite în Orientul Mijlociu, cel puțin din perioada otomană până în epoca armelor de foc cu pulbere fără fum, care a relegat săbiile la îmbrăcăminte și la funcția ceremonială. Khhopesh-ul egiptean, adus în Egipt de hicsoși, semăna cu scimitarele.Khopesh-ul este uneori considerat un scimitar. Primele săbii din țările islamice erau de obicei drepte și cu două tăișuri, urmând tradiția armelor folosite de Profetul Mohamed.

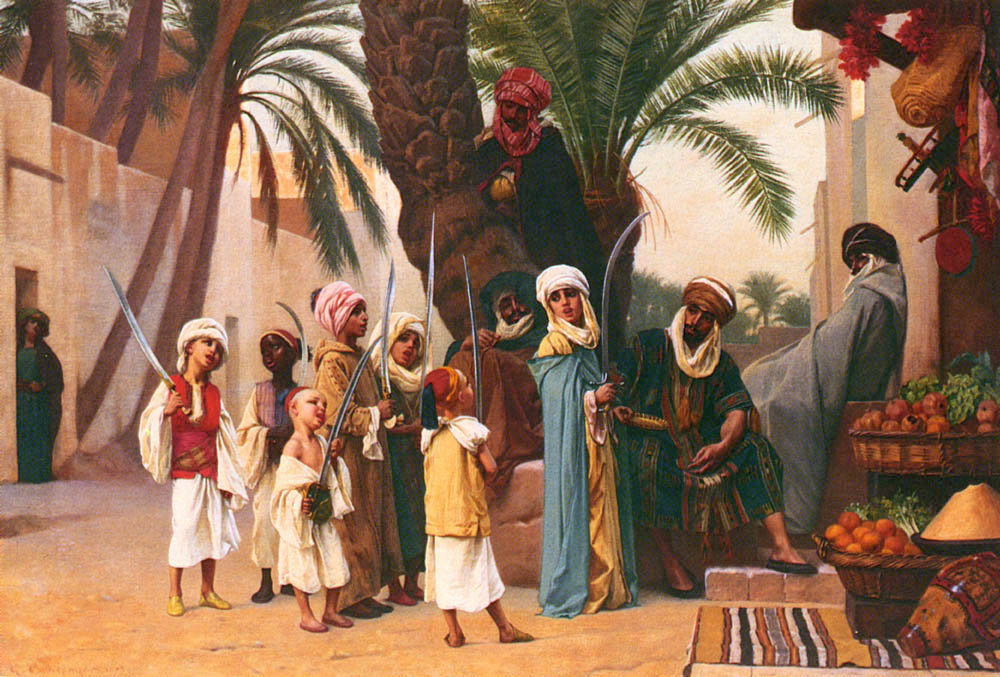
Arabi cu scimitare în tabloul O poveste din o mie și una de nopți de Gustave Boulanger.

Deși celebra sabie cu două tăișuri, Zulfiqar, mânuită de Ali avea un design curbat, acest design a fost probabil introdus în țările islamice centrale de războinicii turci din Asia Centrală, care au fost angajați ca gărzi de corp regale în secolul al IX-lea și o astfel de sabie din epoca abbasidă a fost descoperită în Marele Horasan. Acești războinici turci purtau un fel de sabie timpurie care fusese folosită în Asia Centrală încă din secolul al VII-lea, dar acestea nu au reușit să câștige mai multă atracție inițial din partea țărilor islamice. Există o singură sabie selgiucă care a supraviețuit din aproximativ anul 1200, ceea ce poate indica faptul că sub acel imperiu lamele curbate au cunoscut o oarecare popularitate. În urma invaziilor mongole din secolul al XIII-lea, săbiile curbate favorizate de cavaleria turcă au creat un impact de durată în mare parte din Orientul Mijlociu.
Adoptarea acestor săbii a fost progresivă, începând nu mult după cucerirea mongolă și a durat până în secolul al XV-lea. În timpul islamizării turcilor, kilij-ul a devenit din ce în ce mai popular în armatele islamice. Când Imperiul Selgiuc a invadat Persia și a devenit prima putere politică musulmană turcă din Asia de Vest, kilij-ul a devenit forma dominantă de sabie. Simsir-ul iranian a fost creat în timpul perioadei Imperiului Turcic Selgiuc din Iran.
Sabia (sau saif) este un simbol important în culturile arabe și este folosită ca metaforă în multe fraze în limba arabă.
În lucrările lui Shakespeare, scimitarul era un simbol pentru Orient și pentru lumea islamică.
Scimitarele au fost folosite în reprezentările artistice din secolul al XIX-lea ale bărbaților din Orientul Mijlociu. În secolul al XX-lea, acestea au fost adesea folosite pentru a indica faptul că un personaj era din Orientul Mijlociu și ocupa un rol de răufăcător.